# Sukaria
Sukaria je vulkanická kaldera v centrální časti indonéského ostrova Flores. Má průměr 8 km a její okrajové stěny dosahují maximální výšky 750 m (severní část). Na západním svahu leží menší pole fumarol a gejzírů, které vystřikují vodu pravděpodobně díky přetlaku sirovodíku. Kdy došlo k poslední erupci, není známo.